# Jitzchak Gruenbaum

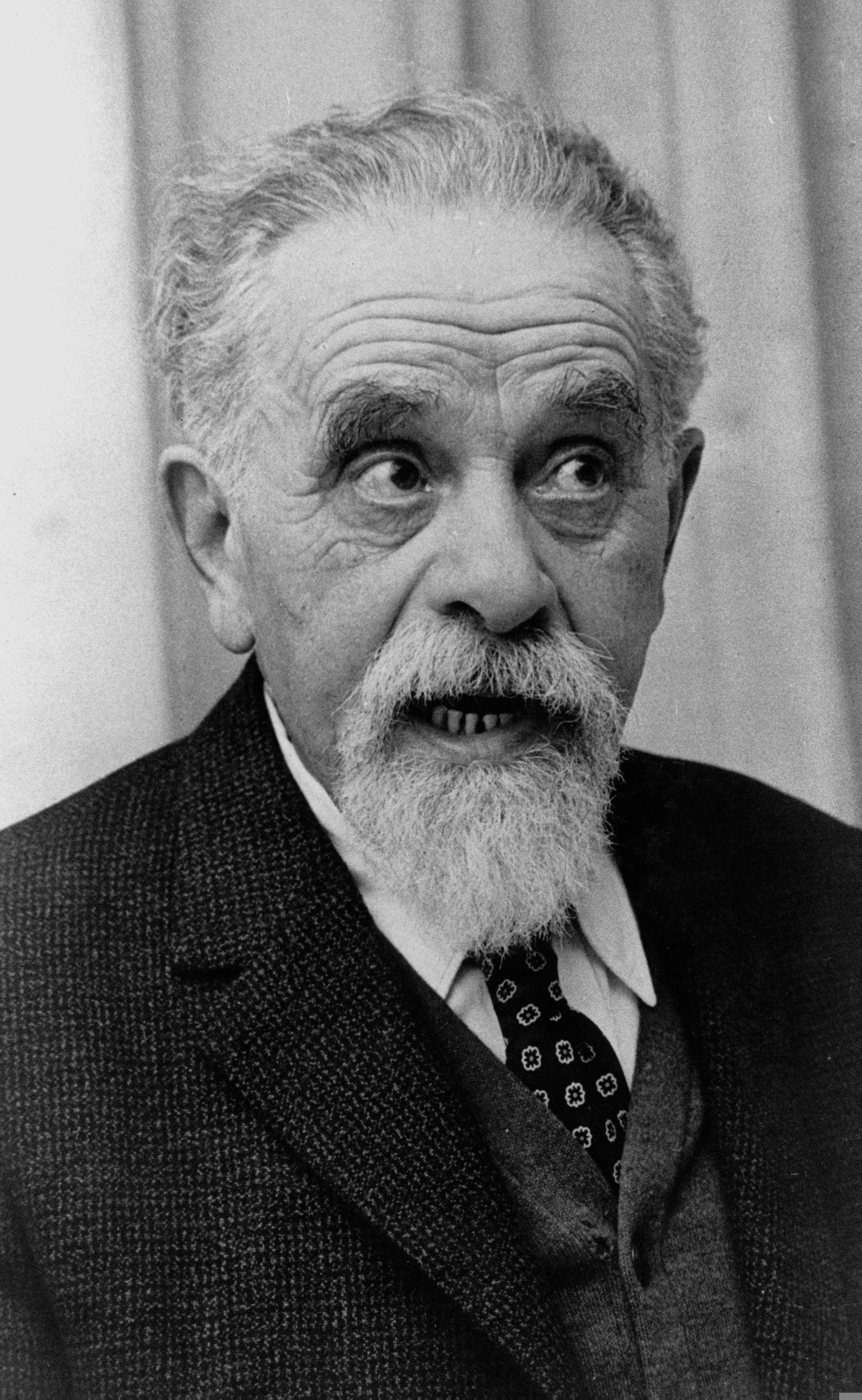
Jitzchak Gruenbaum 1948

Jitzchak Gruenbaum (polnisch Izaak Grünbaum, jiddisch und hebräisch יצחק גרינבוים; * 24. November 1879 in Warschau, Russisches Kaiserreich; † 7. September 1970 in Gan Shmuel, Israel) war der erste Minister für innere Angelegenheiten des Staates Israel.

## Leben und Wirken

### Bildung und journalistische Laufbahn
Gruenbaum wurde in Warschau geboren. Als Student der Rechtswissenschaft begann er Aktivitäten im Namen der zionistischen Bewegung und als Journalist tätig zu werden. Er war Herausgeber mehrerer Zeitschriften, darunter des hebräischen Ha-Zafirah und des hebräischen Wochenblatts Ha-Olam. Unter seiner Redaktion erhielt die jiddische Tageszeitung Haynt eine zionistische Prägung.

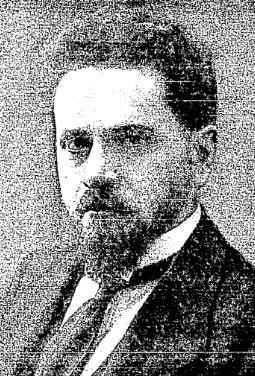
Jitzchak Gruenbaum während der Zweiten Polnischen Republik

### Politische Karriere in Polen
Unter Gruenbaums Leitung wurde die radikal-zionistische Fraktion in Polen als Al Hamishmar bekannt. 1919 wurde Gruenbaum ins polnische Parlament, den Sejm gewählt, wo er mit Apolinary Hartglas den „Juden-Block“ organisierte und damit die meisten der jüdischen Parteien vereinte. Er war die treibende Kraft für eine Zusammenarbeit mit anderen im Sejm vertretenen Minderheitsparteien, darunter den Deutschen und Ukrainern. Dadurch wurde die jüdische Vertretung im Sejm gestärkt, die von einem Anstieg des politischen Zionismus begleitet wurde. Gruenbaum wurde für seine mutige Haltung bezüglich der Minderheiteninteressen bekannt. Er betrachtete die Juden als ethnische Minderheit und vertrat jüdische Interessen in verschiedenen polnischen Organisationen. Von 1925 bis 1933 war Gruenbaum stellvertretender Vize-Präsident des Europäischen Nationalitätenkongresses.

### Im Mandatsgebiet Palästina und während des Holocaust
Nachdem er 1932 in Paris gewohnt hatte, machte Gruenbaum 1933 Alijah ins Mandatsgebiet Palästina, nachdem er im gleichen Jahr auf dem achtzehnten Zionistenkongress in den Vorstand der Jewish Agency gewählt worden war. Nach Ausbruch des Zweiten Weltkriegs und während des Holocausts wurde er vom „Committee of Four“ ausgewählt, Kontakt mit polnischen Juden zu halten und Hilfe zu ihrer Rettung zu organisieren. Als 1942 die Massenvernichtung durch die deutschen Besatzer in Osteuropa bekannt wurde, gehörte Gruenbaum einem 12-köpfigen Rescue Committee an, jedoch durch die Umstände waren ihre Rettungsbemühungen stark begrenzt.

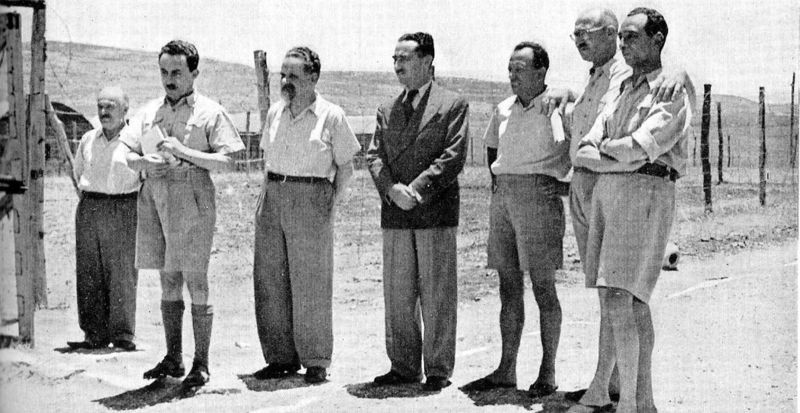
Zionistenführer, verhaftet bei der Operation Agatha, hier im Lager Latrun (von links nach rechts): David Remez, Moshe Sharett, Yitzhak Gruenbaum, Dov Yosef, Shenkarsky, David Hacohen und Halperin (Isser Harel) (1946)

Zu Kriegsende ereilte ihn er eine persönliche Krise. Sein Sohn Eliezer Gruenbaum wurde in Paris von zwei anderen jüdischen Holocaust-Überlebenden wegen Grausamkeiten gegenüber jüdischen Mitgefangenen angeklagt. Vor Gericht blieb Gruenbaum an seiner Seite. Das Verfahren wurde eingestellt. 1948 fiel Eliezer Gruenbaum im Krieg um Israels Unabhängigkeit.
1946 wurde Gruenbaum von den Briten mit den Direktoren der Jewish Agency verhaftet und in einem Gefangenenlager in Latrun interniert.
Er war einer der 37 Erstunterzeichner der israelischen Unabhängigkeitserklärung.

### Post-politische Karriere
Nach seinem Ausstieg aus der Politik übernahm Yitzhak Gruenbaum die Bearbeitung einer Enzyklopädie über Diasporagemeinden und die Geschichte der zionistischen Bewegung. Er verbrachte seine letzten Jahre im Kibbuz Gan Shmuel und starb im Jahr 1970. Die Bildungseinrichtung Alonei Yitzhak ist nach ihm benannt.